# Schönebecker SV 1861
Schönebecker SV 1861 is een sportvereniging uit de Duitse stad Schönebeck, Saksen-Anhalt. De club is actief in voetbal, volleybal, zwemmen, oriëntatieloop, tafeltennis, badminton, boogschieten, kegelen en schaken.

## Geschiedenis
De club kwam oorspronkelijk Schönebeckse stadsdeel Salzelmen en deelt zijn geschiedenis tot aan de Tweede Wereldoorlog met het huidige Schönebecker SC 1861, dat nog steeds in Salzelmen actief is terwijl SV nu twee kilometer verderop zijn terreinen heeft. De club werd officieel opgericht op 12 september 1861 als Männer-Turnverein Schönebeck.
Na de oorlog werden alle Duitse clubs ontbonden. Er ontstond een nieuwe club met de naam SG Altstadt, later SG Organa. Na de invoering van het BSG-systeem werd de naam BSG Motor Schönebeck aangenomen. De club speelde in de Landesliga tot deze in 1952 afgeschaft werd en vervangen door de Bezirksliga Magdeburg. Na twee jaar werd Motor kampioen en promoveerde naar de DDR-Liga, waar ze één seizoen speelden. Drie jaar later werd de club opnieuw kampioen, maar intussen was de Bezirksliga de vierde klasse onder de II. DDR-Liga. Hier speelde de club vier seizoenen en na de ontbinding van deze competitie speelde de club tot 1973 in de Bezirksliga. Na een nieuwe promotie belandde de club opnieuw in de DDR-Liga. Ondanks dat deze niet meer zo sterk was met vijf reeksen slaagde de club er toch niet in om het behoud te verzekeren en werd laatste. In 1982 ondernam de club een derde poging en kon nu het behoud voor het eerst verzekeren, een jaar later was de club echter terug bij af. Nadat de DDR-Liga teruggebracht werd op twee reeksen promoveerde de club niet automatisch na een nieuwe titel in 1986, maar via de eindronde slaagde Motor er toch in te promoveren. Hoewel het niveau nu een stuk hoger was met slechts twee reeksen slaagde de club er voor het eerst in om ver boven de degradatiezone te eindigden met een zesde plaats in 1986/87. De volgende twee seizoenen eindigde Motor in de middenmoot en in 1989/90 werd opnieuw de laatste plaats behaald. In de FDGB-Pokal 1988/89 kon Motor doordringen tot de achtste finale waarin ze van verdedigend landskampioen Berliner FC Dynamo verloren.
Na de Duitse hereniging werd de huidige naam aangenomen. De club speelde jarenlang in de Verbandsliga op enkele seizoenen na maar speelt nu in de Landesliga.